# Iris gracilipes
Iris gracilipes är en irisväxtart som beskrevs av Asa Gray. Iris gracilipes ingår i släktet irisar, och familjen irisväxter. Inga underarter finns listade i Catalogue of Life.

## Bildgalleri

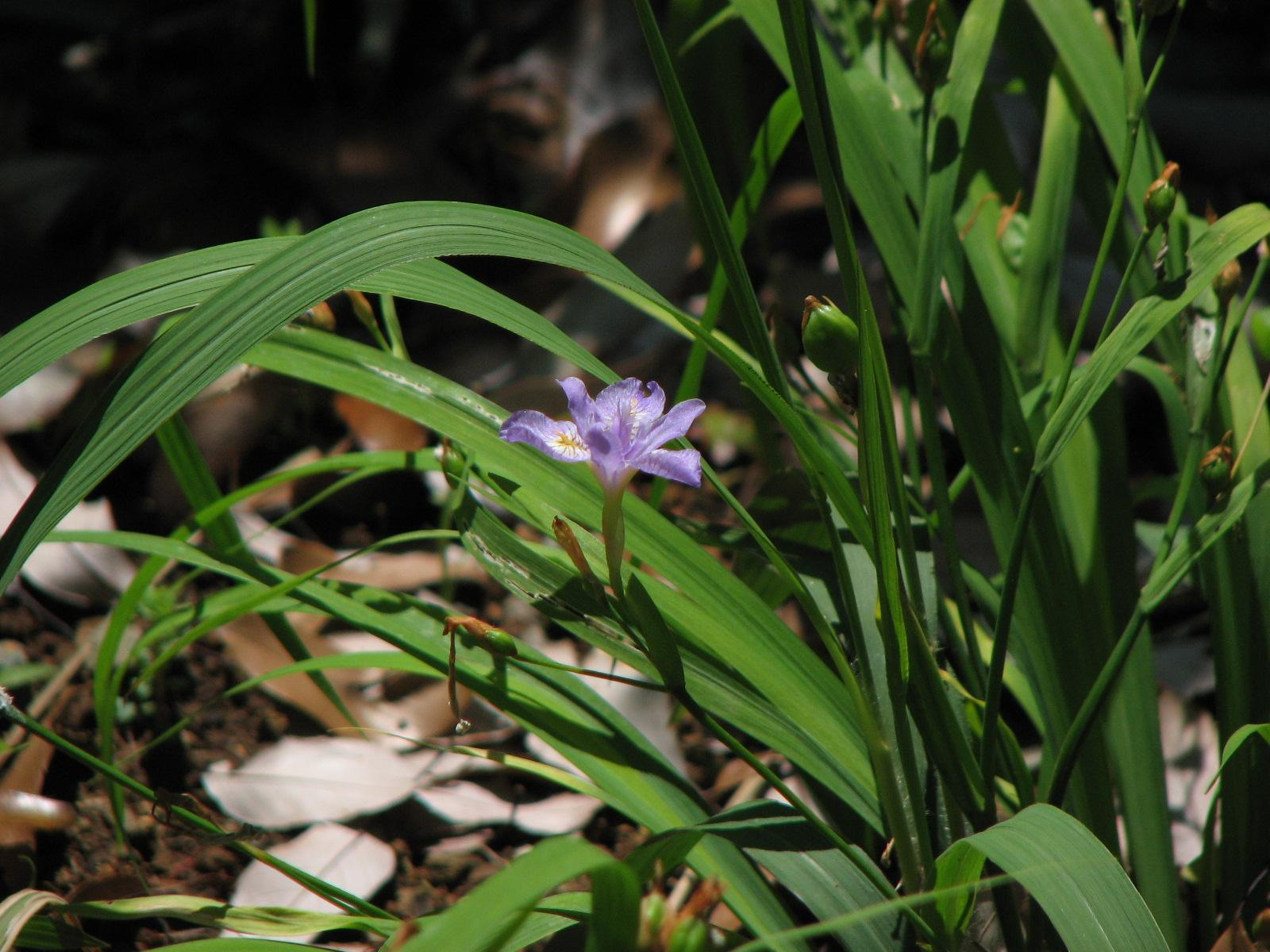
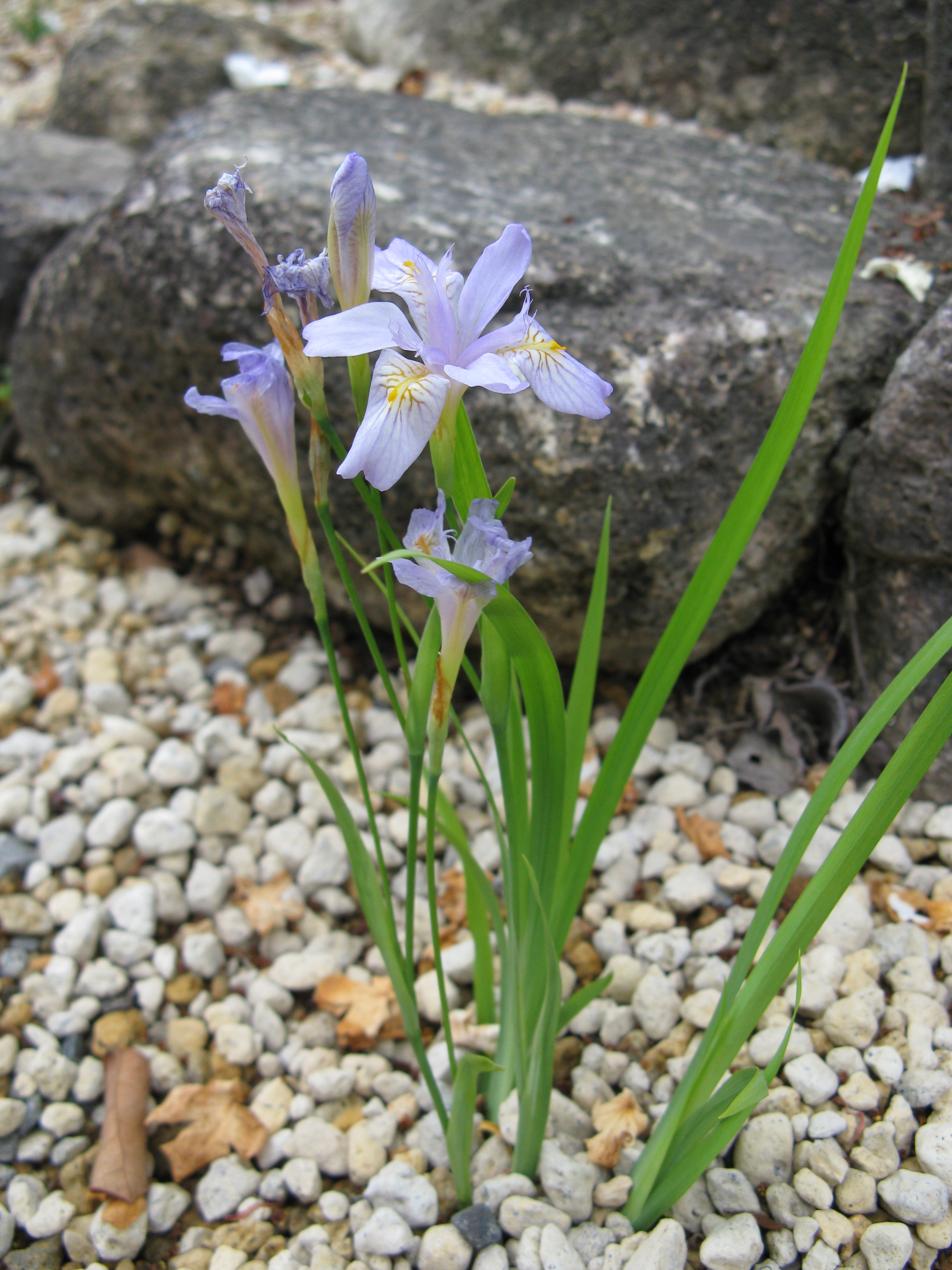
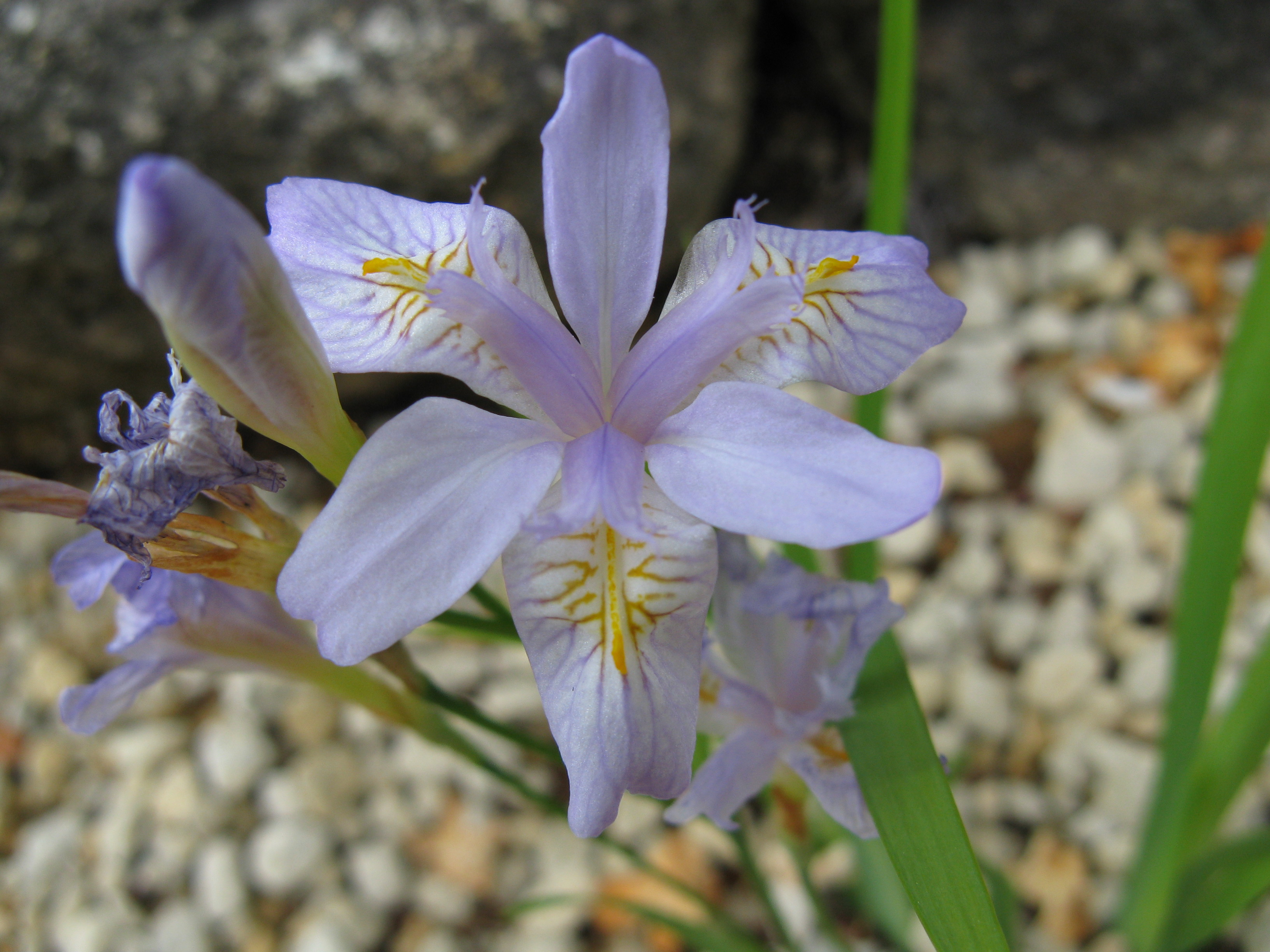
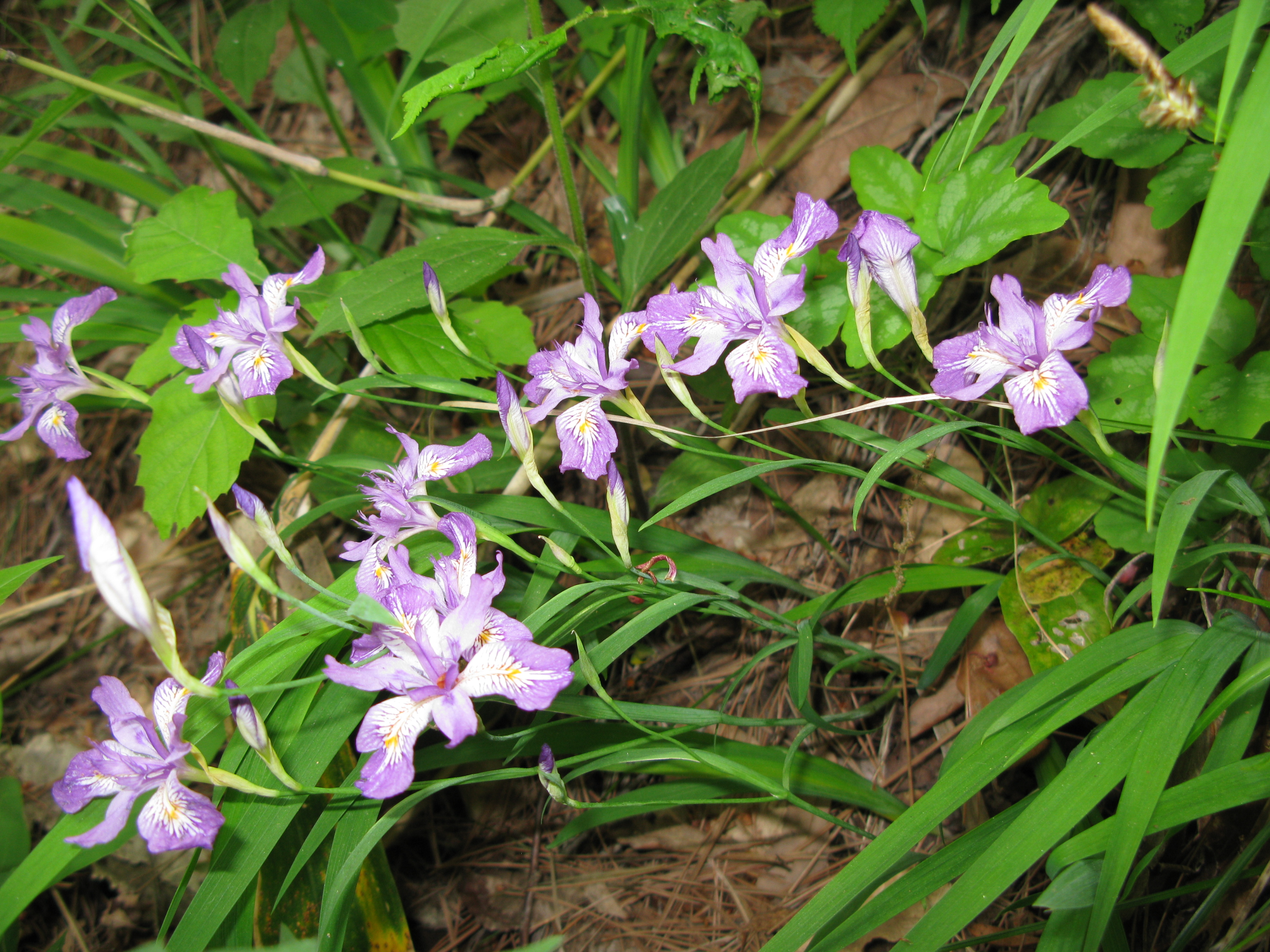
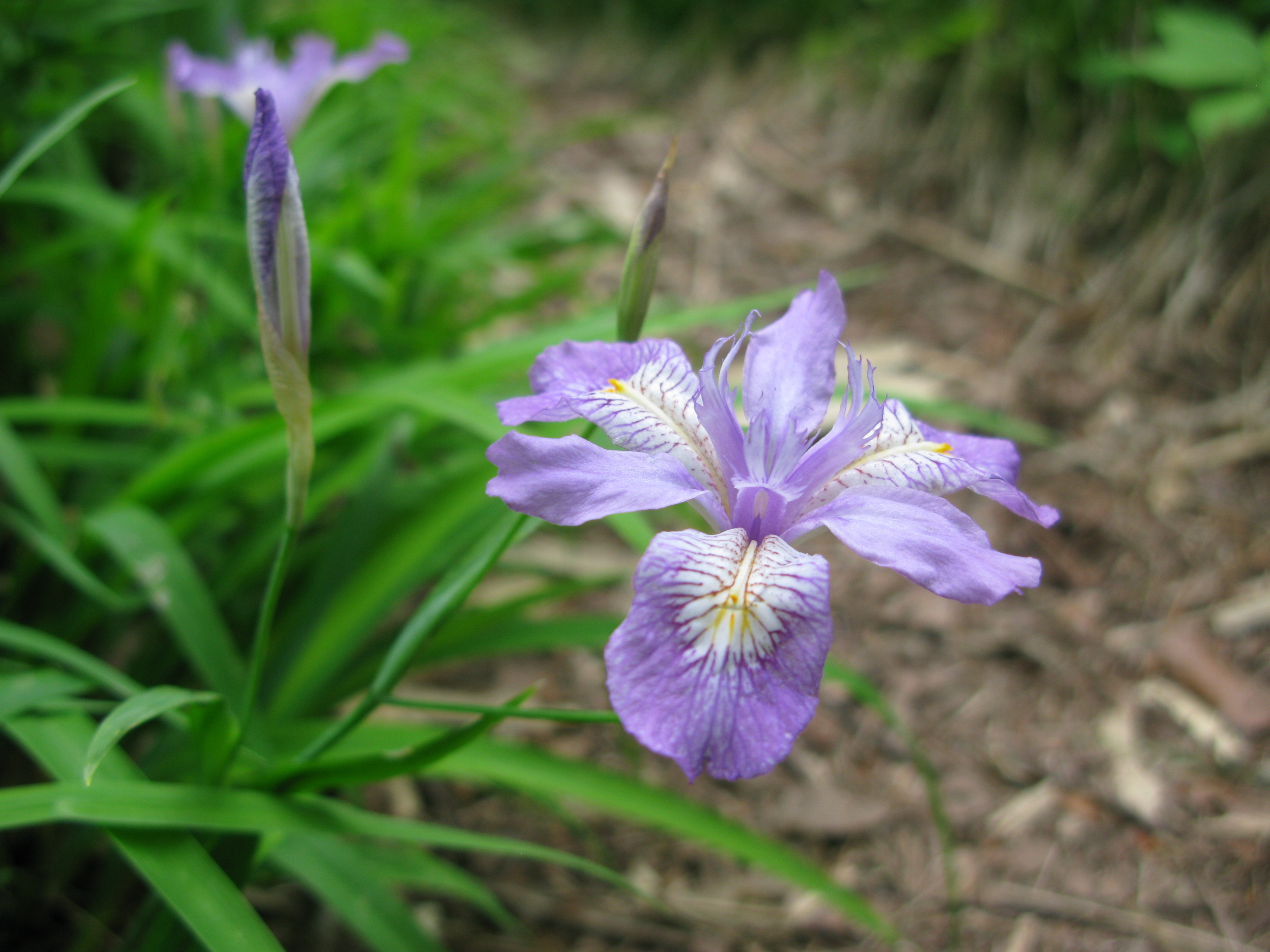
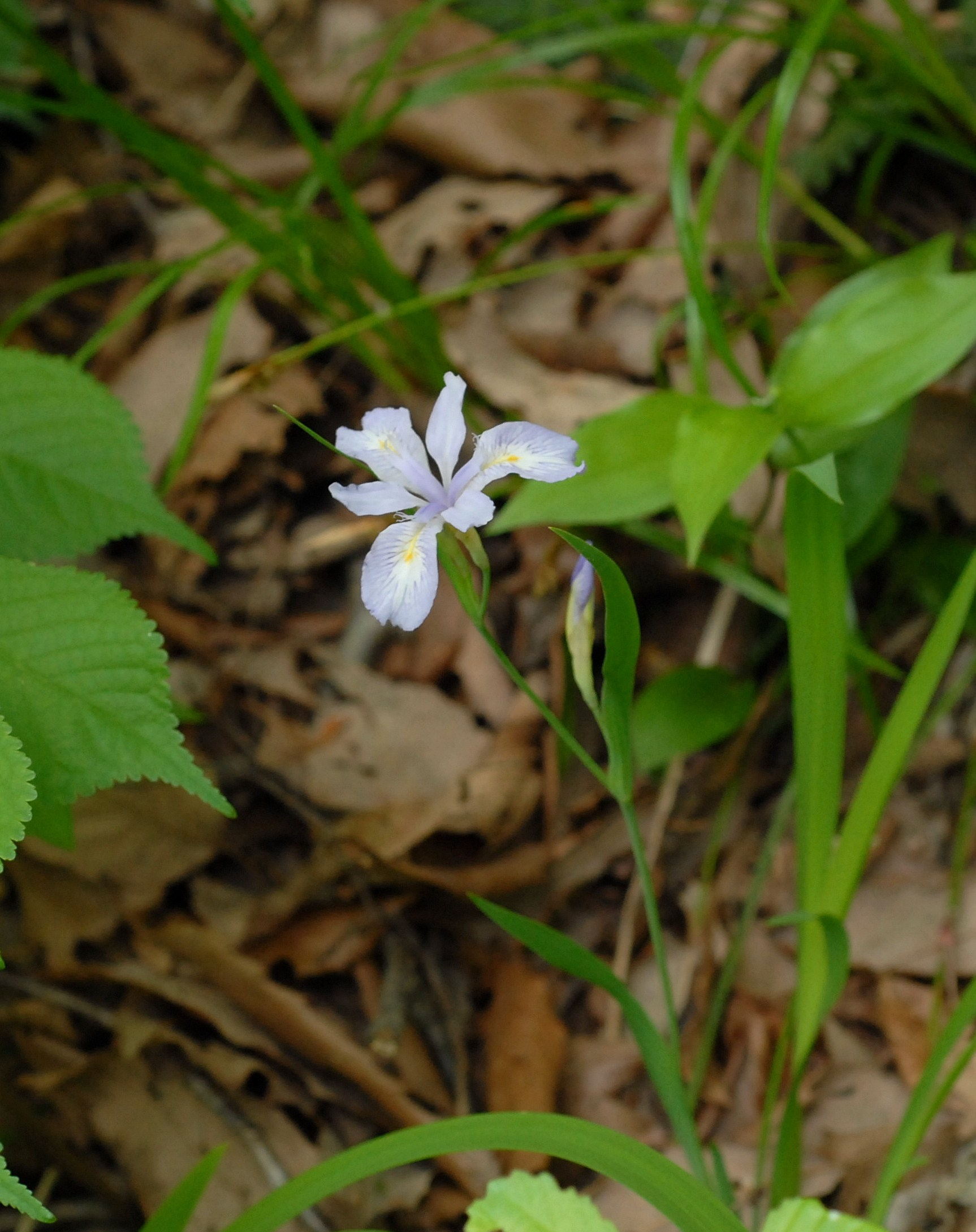